# 吳懷恩
吳懷恩（？—964年），五代十国南汉宦官，番禺人。
在南汉高祖时担任内府局丞，主管宿卫二十余年。南汉殇帝光天年间，担任内常侍。殤帝驕淫無度，吴懷恩多次切諫，殤帝不聽，后来被陳道庠杀害。南汉中宗即位，吴懷恩担任宫闱诸卫押番。乾和年间，進为開府儀同三司。楚王馬希廣與庶兄馬希萼争國，中宗以吴懷恩爲西北面招討使，与吳珣率军擊楚，攻克賀州，乘胜再克昭州。荆南与南汉约定瓜分马楚土地，吴懷恩出任桂州管内招讨使、特进、内侍、上柱国，帥兵北征，楚国馬希隱、许可琼、彭彦晖不敌，南汉盡得蒙州、桂州、宜州、連州、梧州、嚴州、富州、昭州、柳州、象州、龔州十一州之地，以功加封濮阳县公。后主劉鋹大宝七年（964年），北宋丁德裕攻下郴州，后主命吴懷恩为桂州团练使，督造战舰。吴懷恩对待工人苛刻，工匠区彦希在船上用斧子将他的头斩下。几天后，抓获区彦希弃市。